# Аглая (харита)
Агла́я (дав.-гр. Αγλαΐα — «святкове сяйво») — молодша з трьох Харит у давньогрецькій міфології, сестра Евфросіни і Талії, дочка Зевса й Евріноми.
Згідно з Гесіодом, Аглая — наймолодша з Харит, трьох дочок Зевса та океаніди Евріноми. Міфограф Аполлодор, натомість, стверджує, що Харити — це дочки Зевса та Евномії, богині порядку і законослухняності.
Старшими сестрами Аглаї є Евфросіна, богиня радості та веселощів, і Талія, богиня свят і бенкетів. Разом вони відомі як Харити в грецькій міфології або Грації в римській міфології і наглядали за танцями і бенкетами. Вони були почетом Афродіти, а Аглая інколи виконувала роль її посланниці.
Аглая вважається дружиною Гефеста, часто фігуруючи як другий його шлюб після розлучення з Афродітою, яка зрадила йому з Аресом. Аглая народила від Гефеста чотирьох дочок: Евклею («хороша репутація»), Ефимію («визнання»), Евтенію («достаток») і Філофросіну («гостинність»).
На честь Аглаї названо астероїд 47 Аглая, відкритий в 1857 році.